# Jacob Hoefnagel

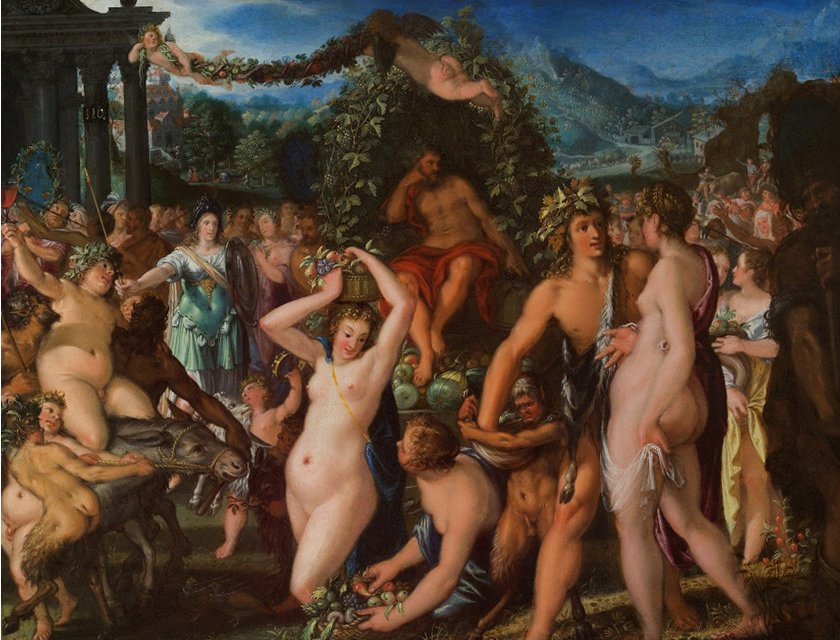
El triunfo del otoño

Jacob Hoefnagel (también 'Jacobus', 'Jakob' o 'Jakub ") (1573 en Amberes – c.1632 en la República Holandesa o Hamburgo) fue un pintor, grabador, miniaturista, dibujante, comerciante de arte, diplomático, comerciante y político flamenco. Era hijo del pintor y miniaturista flamenco Joris Hoefnagel (1545–1600), pintor de la corte de los duques de Baviera y del emperador Rodolfo II en Praga. Jacob Hoefnagel se convirtió en pintor de la corte de Rodolfo II y de la corte sueca.  Destaca por sus ilustraciones de temas de historia natural, así como por sus retratos, vistas topográficas, emblemas y obras mitológicas, que continúan el estilo de su padre. 

## Vida
Jacob Hoefnagel era el hijo mayor de Susanna van Onsem y Joris Hoefnagel (1545–1600) y fue bautizado en Amberes el 25 de diciembre de 1573. Su padre era miembro de una rica familia de comerciantes en Amberes que había abandonado su país de origen después del Saqueo de Amberes de 1576, en el que gran parte de la fortuna familiar se perdió en el saqueo. Su padre había estado trabajando en el negocio familiar pero también había aprendido a pintar y dibujar. Durante su exilio, su padre fue empleado como pintor de la corte sucesivamente por los duques de Baviera y del emperador Rodolfo II en Praga. A diferencia de su padre, que no aprendió de manera profesional como artista sino que comenzó como comerciante en el negocio familiar de diamantes y artículos de lujo, Jacob tuvo la oportunidad de estudiar arte con un maestro en Amberes. Fue registrado como alumno de Abraham Liesaert en el Gremio de San Lucas de Amberes en 1582.

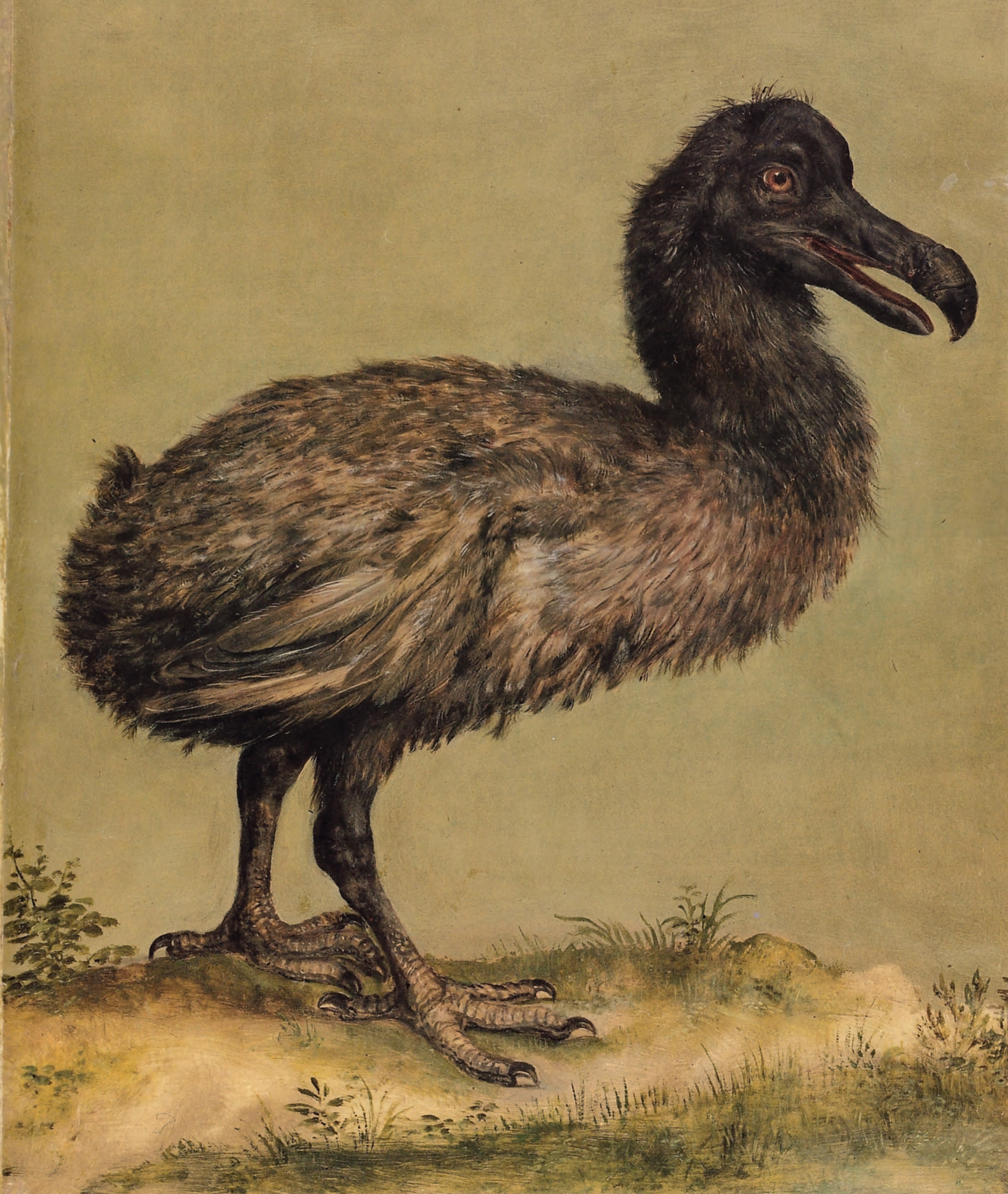
Dodo, posiblemente basado en un dodo disecado

Viajó a través de Múnich hasta Fráncfort del Meno donde se unió a su padre a más tardar en 1592. Para entonces, su padre se había vuelto a casar después de la muerte de la madre de Jacob. Durante este tiempo Jacob publicó una serie de grabados copiados de dibujos de su padre. Es probable que abandonase Frankfurt en 1594 tras la persecución de los calvinistas en esa ciudad. Estuvo en Regensburg en 1594 y desde 1600 en Praga. Fue nombrado pintor de la corte de Rodolfo II en Praga el 7 de noviembre de 1602, cargo que ocupó hasta 1613. Desde 1602 también pasó un tiempo en Viena donde se casó en 1605 con Anna Muys, la hija del arquitecto de la corte holandesa Anthoni Muys (Anton de Mois). Este ya era su tercer matrimonio. A lo largo de su vida, Jacob Hoefnagel se casaría cinco veces. Estuvo en Roma en 1605. Está registrado en Praga en 1609 y nuevamente en Roma en 1610.  

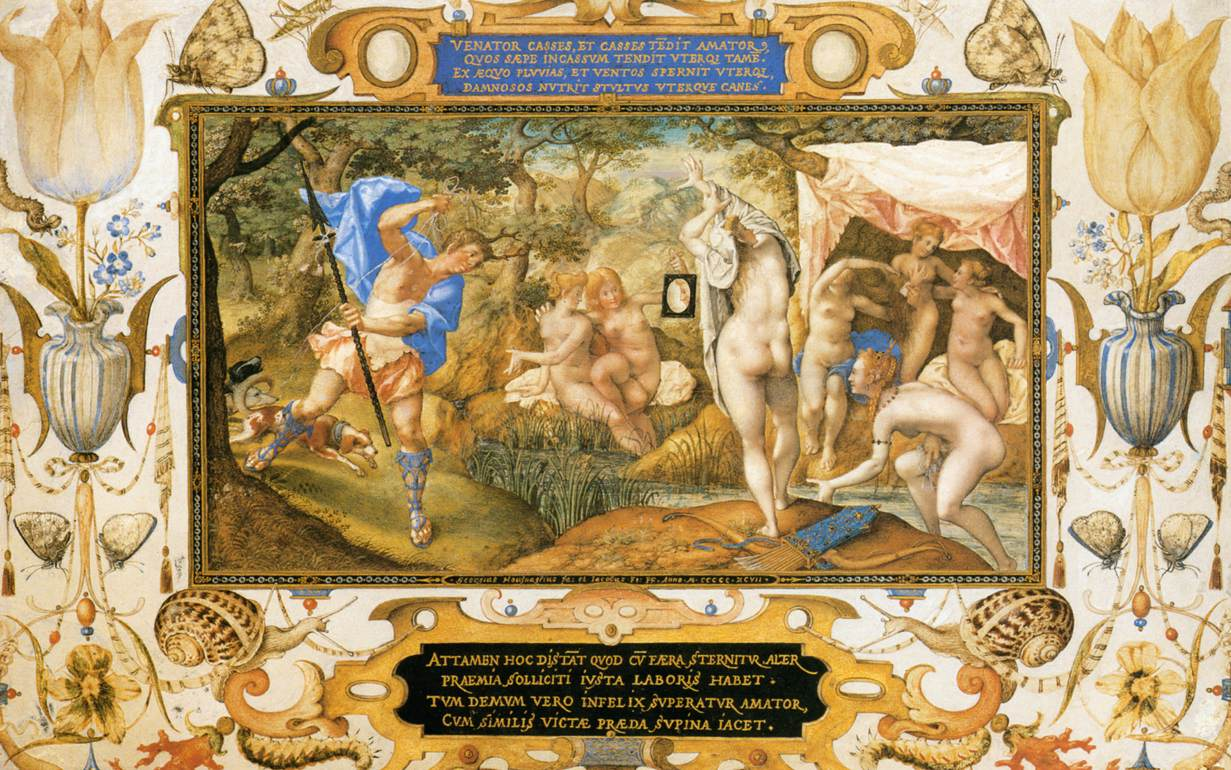
Diana y Acteón, colaboración entre Jacob y Joris Hoefnagel

Un censo en 1612 de personas que vivían en la corte, realizado en el momento en que murió Rodolfo II, incluye el nombre de Jacob Hoefnagel, seguido del título 'Contrafetter', que significa retratista. Experimentó dificultades financieras, que atribuyó a la falta de pago de la corte como pintor de la corte. Como consecuencia, dejó el servicio imperial a fines de febrero de 1612. Jacob Hoefnagel vivió más tarde ese año en Viena. Regresó a Praga en 1613.  Fue ciudadano de Malá Strana en Praga entre 1614 y 1617. En 1614 se casó con su cuarta esposa. En 1616, finalmente recibió el salario vencido de quinientos mil florines que la corte imperial le debía. A pesar de este pago, experimentó dificultades financieras en 1617.  En Praga pertenecía a un círculo de comerciantes, artistas y eruditos flamencos y holandeses, algunos de los cuales eran reformados, con estrechos vínculos con la corte de Rodolfo II. Fue diplomático en la corte en un momento en que Praga desempeñaba un papel fundamental en los asuntos europeos. 
Durante la Guerra de los Treinta Años que comenzó en 1618, se puso del lado del protestante Rey de un invierno Federico V del Palatinado contra la dinastía católica de los Habsburgo. Fue designado como el agente oficial de los estados bohemios de la República Holandesa en 1618 y residió en la República Holandesa de 1618 a 1620. Tenía los contactos adecuados para el puesto, ya que era  sobrino del poeta y político holandés. Constantijn Huygens, que se había casado con su tía Susanna Hoefnagel. Huygens fue secretario del Estatúder holandés Mauricio de Nassau, Príncipe de Orange.
En 1620 Hoefnagels volvió a residir en Praga. Fue acusado por las autoridades de tratar fraudulentamente ciertos asuntos financieros. Hoefnagel fue condenado en ausencia en un proceso político de malversación de fondos. Todos sus bienes fueron confiscados y, según algunas fuentes, fue sentenciado a muerte. Sin embargo, pudo huir.
Pasó tiempo en Escandinavia, incluidos Estocolmo y Gotemburgo. En Gotemburgo, ocupó varios puestos de alto nivel: de 1622 a 1626 es consejero municipal, de 1624 a 1627 presidente del tribunal de justicia y en julio de 1624 fue nombrado burgomaestre. En 1624 el rey sueco Gustav Adolf visitó Gotemburgo. En noviembre de 1624, el pintor es recompensado con una cadena de oro con un retrato en miniatura del rey. Está registrado el 30 de abril de 1624 en las cuentas de la corte sueca como retratista. Estuvo en Altona (Hamburgo) en 1626 donde se casó por quinta y última vez. Posteriormente viajó a Holanda, donde residió en Ámsterdam (1626 - 1630) y La Haya. No se saben los detalles sobre sus últimos años. Su esposa está registrada como viuda en Hamburgo en 1633.   

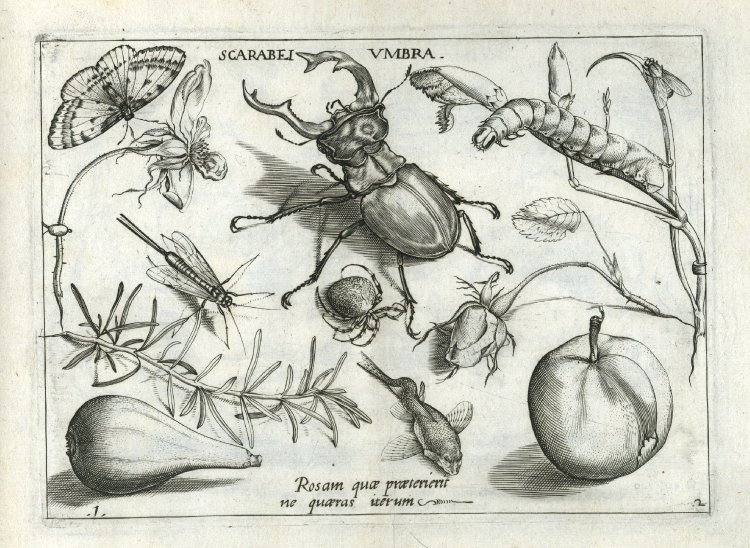
Disposición de insectos, arácnidos, frutas, flores, etc., del estudio Archetypa.

## Trabajo
Jacob Hoefnagel trabajó en varios medios y formatos y es conocido por retratos, bodegones, trabajos mitológicos, científicos y topográficos, miniaturas y emblemas ejecutados en óleo, acuarelas, gouache y grabados. 

### Archetypa studiaque patris Georgii Hoefnagelii
Su primer trabajo importante fue el Archetypa studiaque patris Georgii Hoefnagelii, que publicó en 1592 en Frankfurt. El libro es una colección de 48 grabados de plantas, insectos y pequeños animales que se muestran ad vivum. Está dividido en cuatro partes de doce placas (cada una con un frontispicio separado), hechas según los diseños de su padre Joris Hoefnagel y grabadas por Jacob, que tenía solo 19 años en el momento de la publicación. El erudito italiano Filippo Buonanni afirmó en 1691 que estos grabados eran el primer ejemplo publicado del uso del microscopio. Sin embargo, esta afirmación de Buonanni sigue siendo disputada. Como la calidad de los grabados varía, se supone que algunas de las obras fueron realizadas por miembros de la familia De Bry que residía en Frankfurt. Las impresiones en las colecciones fueron pensadas no solo como representaciones del mundo real, también tenían un significado religioso al alentar la contemplación del plan de creación de Dios. Al igual que los libros de emblemas de la misma época, cada impresión lleva un lema que generalmente se refiere a la intervención de Dios en el mundo. Las impresiones del libro fueron utilizadas como modelos por otros artistas y los motivos de Hoefnagel se copiaron hasta el siglo XIX.

### Pintura

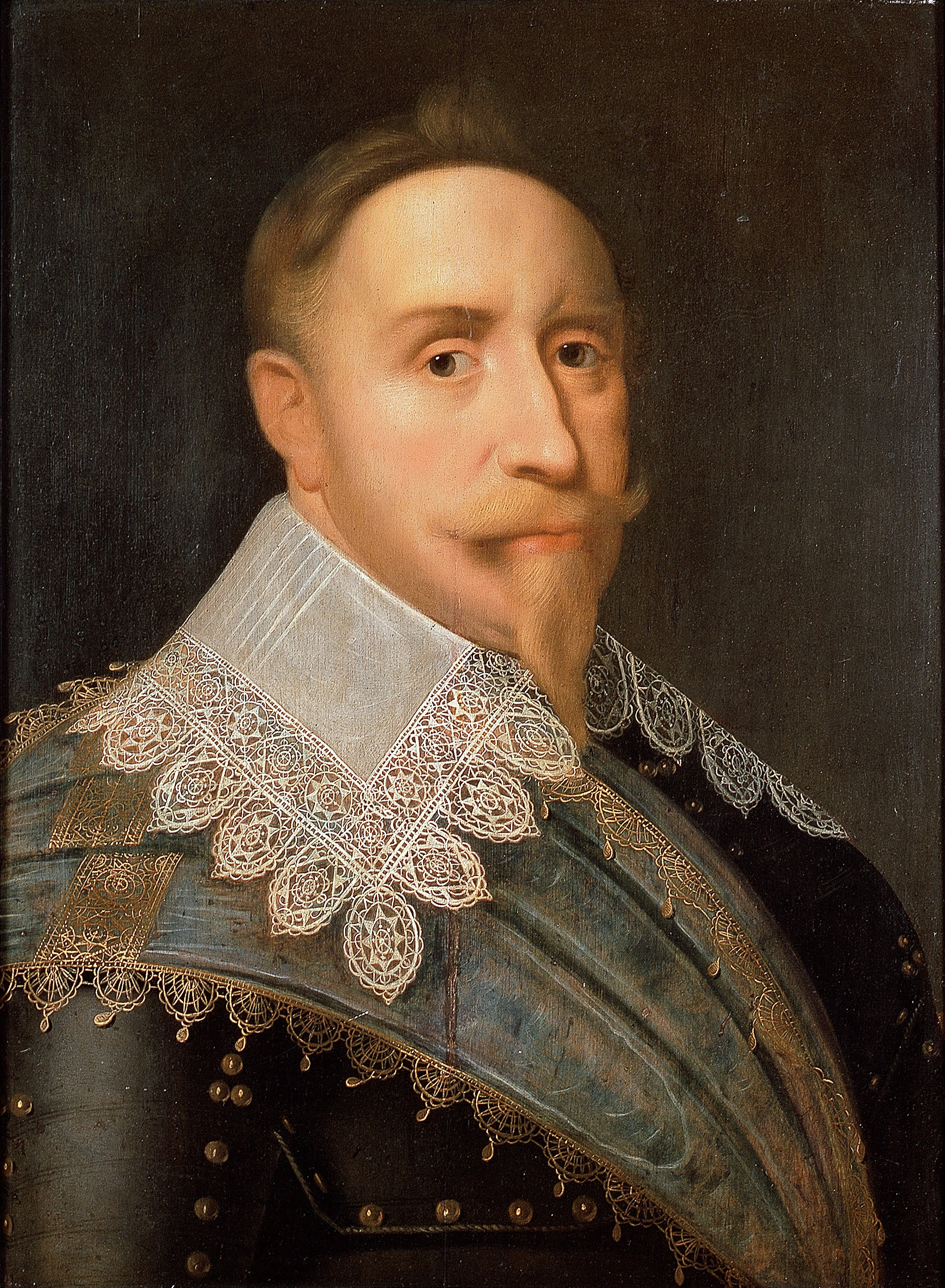
Retrato del rey Gustavo Adolfo de Suecia

A diferencia de su padre que prefería el dibujo, Jacob fue un consumado pintor al óleo que produjo obras en el estilo manierista de Praga popularizado por artistas como Hans von Aachen y Bartholomeus Spranger. Como pintor, Hoefnagel se especializó en escenas mitológicas o alegóricas de pequeño formato sobre vitela o cobre. Durante su estancia en la corte de Praga, produjo muchas pinturas de las cuales solo unas pocas sobrevivieron. La Biblioteca y Museo Morgan tiene un Orfeo que encanta a los animales con fecha de 1613 en un estilo manierista tardío y un invierno con fecha de 1618. Solo se conocen unos pocos retratos de Hoefnagel, todos ejecutados durante su estancia en Suecia. Estos retratos incluyen un retrato del busto del rey Gustavo Adolfo (La Armería Real) y la reina consorte Reina María Eleonore de Suecia, fechados alrededor de 1624. Recibió 150 dólares nacionales y una cadena de oro del rey por esta encargo. El original de la pintura al óleo de la reina consorte se perdió y ahora se conoce a través del grabado realizado por Hendrik Hondius I en 1629.
Hizo en 1609 una vista topográfica útil y al mismo tiempo artísticamente valiosa de la ciudad de Viena. Casi al mismo tiempo, fue en Viena uno de los contribuyentes a una obra científica pintada conocida como el "Museo o bestiario (Tierbuch) del emperador Rodolfo II", que consta de 180 hojas de pergamino y se guarda en la Biblioteca Nacional de Austria como cod. min. 129-130.
Se conocen dos colaboraciones en pequeñas miniaturas de gabinete entre padre e hijo Hoefnagel, <i id="mwrQ">Diana y Acteón</i> (Louvre) y <i id="mwrw">Alegoría sobre la vida y la muerte</i> (Museo Británico).

### Civitates orbis terrarum
El padre de Jacob, Joris, había proporcionado diseños para el quinto volumen de Civitates orbis terrarum, que consistía en impresiones imágenes a vista de pájaro y mapas de ciudades de todo el mundo. La obra fue editada por Braun y grabada en gran parte por Frans Hogenberg. Jacob volvió a trabajar en 1617 diseños de su padre para el sexto volumen de Civitates Orbis Terrarum, que se publicó en Colonia en 1618. El Volumen 6 contiene una serie homogénea de imágenes de ciudades de Europa Central (en Austria, Bohemia, Moravia, Hungría y Transilvania), que son muy consistentes en sus gráficos. 

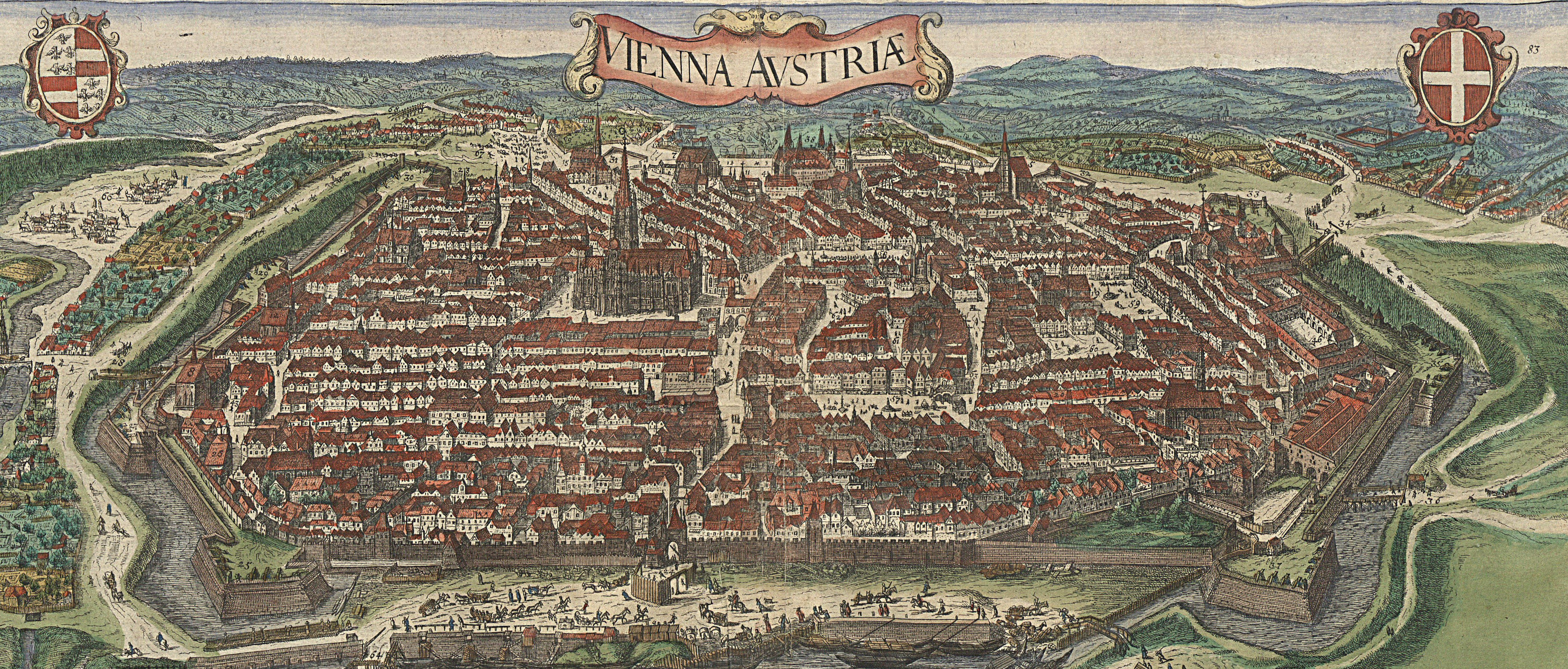
Viena austriae

Las vistas son en perspectiva, y solo en algunos casos, isométricas y destacan por la precisión de la información, la atención particular a la representación fiel del territorio, el paisaje, las condiciones de los caminos y el poder de observación y refinamiento de la interpretación.

### Diversae insectarum volatilium icones
Su Diversae insectarum volatilium icones ad vivum precisatimeime representatae celeberrimum pictorem, publicado por Claes Jansz. Visscher en Ámsterdam en 1630 es una de las primeras obras que trata exclusivamente sobre insectos. El libro consta de 16 grabados realizados por Jacob sobree los diseños de su padre. Se usó una sola lente convexa en la preparación de algunos de los dibujos para este libro. Hasta donde se sabe, las imágenes de Hoefnagel son las primeras figuras impresas de objetos magnificados (Locy, The Story of Biology, p. 199) Los 16 bellos grabados representan 302 insectos, en orden: 37 coleópteros, 22 ortópteros, 14 odonatas, 16 neurópteros, 72 lepidópteros, 35 himenópteros, 78 dípteros, 21 hemípteros y 7 larvas; del centro y norte de Alemania. Jacob Hoefnagels describió las copias grabadas de los diseños de su padre como "Un patrón o libro de copias para artistas, mostrando en dieciséis placas unos 340 insectos, en su mayoría más grandes que en la realidad". 
El trabajo fue utilizado por muchos artistas como modelos y, como tal, ayudó a difundir la fama de Joris Hoefnagel. El biólogo holandés Jan Swammerdam mencionó que los insectos fueron sacados su propio medio. La publicación de este libro a veces se ha acreditado a un hipotético hermano de Jacob llamado Jan, ya que el libro se publicó en el año en que Jacob murió y se publicó a nombre de I. Hoefnagel. Sin embargo, es poco probable que la publicación sea producto de un hermano de Jacob.

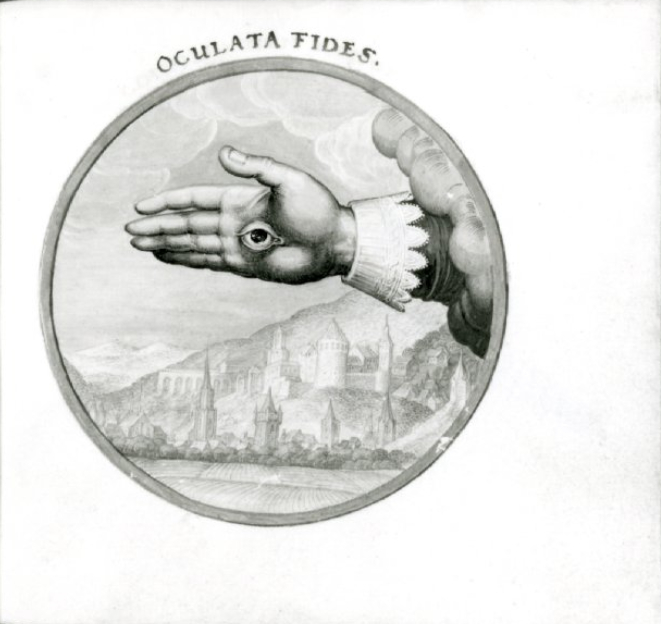
Oculata fides, de Gloria Crocodilus

### Gloria Crocodilus
Se atribuye a Jacob Hoefnagel un álbum de dibujos emblemáticos titulado Gloria Crocodilus que se conserva en el Museo Británico. El álbum consta de 82 hojas, 63 de las cuales tienen redondeles emblemáticos en miniatura en color corporal, cada uno con un título en latín. Fue hecho en la República Holandesa en 1634 y encuadernado en una fecha temprana en cuero marroquí rojo holandés con elegantes estampados dorados. Está dedicado a Godefridus Crell de Prusia, que pudo haber sido un miembro de la distinguida familia alemana Crell. La atribución a Jacob Hoefnagel se basa en la semejanza de los dibujos con su serie de dibujos emblemáticos que actualmente se encuentran en el Museo de Bellas Artes de Budapest.